# Сибирский институт управления
Сиби́рский институ́т управле́ния — филиал Российской академии народного хозяйства и государственной службы при Президенте Российской Федерации (СИУ РАНХиГС) — высшее учебное заведение в Новосибирске.

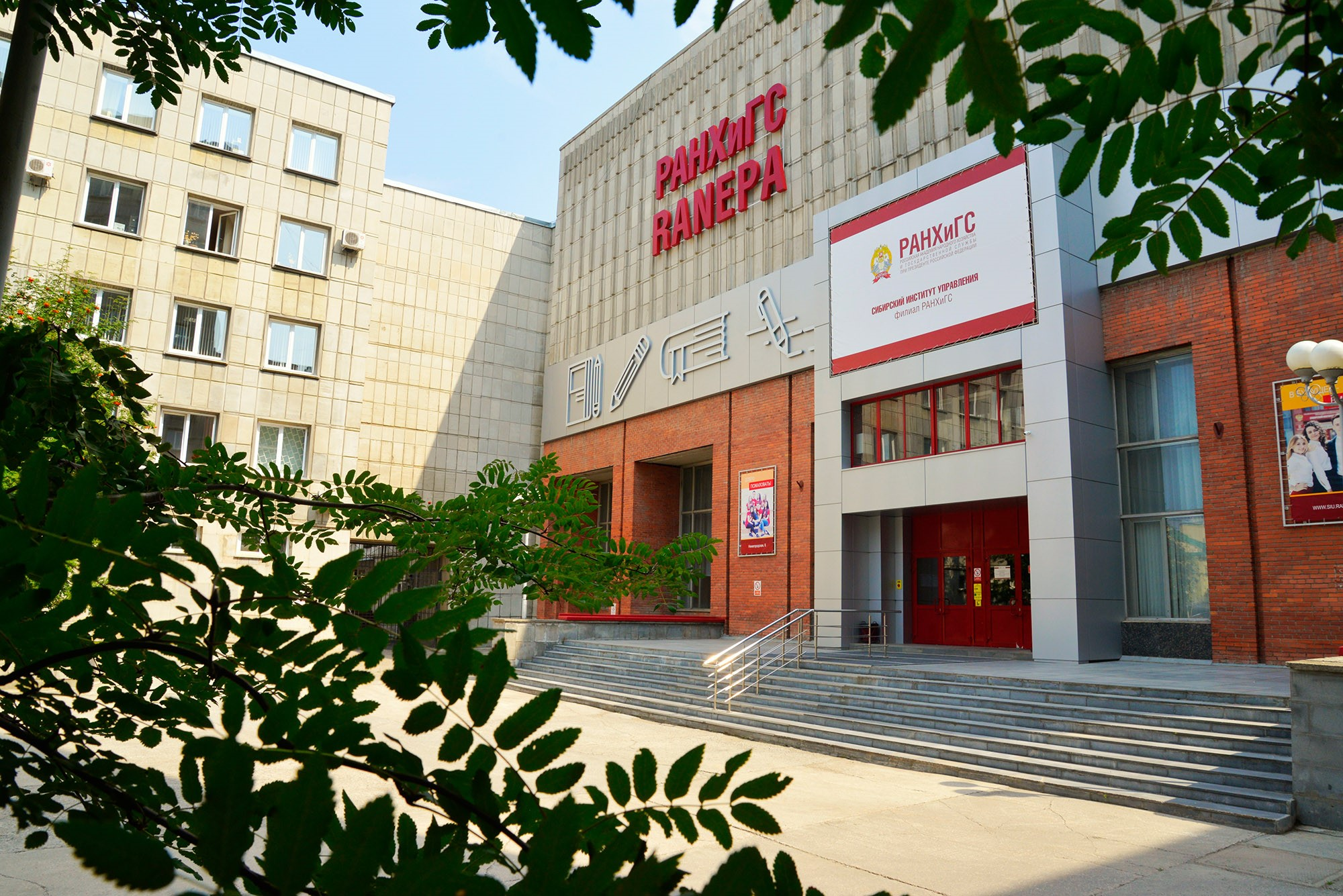
Сибирский институт управления — филиал РАНХиГС

## История

### СССР
В 1935 году были созданы Новосибирские краевые областные курсы партийных и советских работников, в октябре 1937 года ставшие областными.
7 апреля 1944 года постановлением бюро Новосибирского областного комитета ВКП(б) курсы были преобразованы в Новосибирскую областную школу партийных работников, затем ставшей межобластной. На курсах было создано шесть учебных групп: секретарей райкомов ВКП(б), заведующих отделами, инструкторов, пропагандистов, газетных и комсомольских работников.
В 1948 году на базе одногодичной школы созданы двухгодичная и трехгодичная межобластные школы партийных работников.
26 июня 1956 года основании постановления ЦК КПСС «О мерах по дальнейшему улучшению подготовки руководящих партийных и советских кадров» межобластная партийная школа была преобразована в Новосибирскую высшую партийную школу (НВПШ). В новом качестве партийная школа готовила руководящие партийные, советские и журналистские кадры. В партийной школе обучались секретари городских и районных комитетов КПСС, инструкторы отделов пропаганды и агитации, а также лекторы партийных комитетов. Срок обучения при наличии высшего образования составлял 2 года, среднего образования — 4 года. По окончании высшей партийной школы выпускники получали диплом о высшем партийно-политическом образовании.
21 сентября 1990 года постановлением Учёного совета она была преобразована в Сибирский институт социального управления и политологии. Основными направлениями деятельности в новом качестве являлись: подготовка партийных, советских, идеологических, управленческих кадров, работников общественных организаций для региона Сибири, повышение квалификации руководящих кадров, народных депутатов, журналистов.

### Россия
1 апреля 1991 года Сибирский институт социального управления и политологии был переименован в Сибирский социально-политический институт ЦК КП РСФСР (СибСПИ). Институт представлял собой учебный центр открытого типа, где проводилась подготовка специалистов по теории и организации политической деятельности, социального управления и социологии.
16 декабря 1991 года Сибирский социально-политический институт ЦК КП РСФСР (СибСПИ) был преобразован в Сибирский кадровый центр.
В 1995 году Сибирский кадровый центр был преобразован в Сибирскую академию государственной службы (СибАГС).
20 сентября 2010 года СибАГС присоединена к Российской академии народного хозяйства и государственной службы при Президенте РФ (РАНХиГС).
В июне 2012 года СибАГС получила название Сибирский институт управления — филиал РАНХиГС (СИУ РАНХиГС).

## Структура
- Научно-образовательный центр «Антропологии личностного и профессионального развития»
- Научно-образовательный центр «Юридических технологий»
- Научно-образовательный центр «Государственного управления и публичных стратегий»
- Научно-образовательный центр «Цифровой трансформации экономики»
- Научно-образовательный центр «Историко-политических и социокультурных процессов глобального и регионального развития»
- Научно-образовательный центр «Финансового инжиниринга»
- Научно-образовательный центр «Экономической теории и современной экономической политики»
- Научно-образовательный центр «Корпоративного управления и организационного развития»
- Колледж Президентской академии
- Лицей Президентской академии | Сибирь
- Центр дополнительного образования
- Аспирантура

## Руководители
- А.К. Черненко;
- Е. А. Бойко;
- С. Р. Сверчков;
- О. Д. Федоров;
- А. А. Осипов.